# Abilene (Spiel)
Abilene ist ein Brettspiel des deutschen Spieleautors Roland Siegers als „Roy Winner“ für drei bis sechs Personen aus dem Jahr 1983. Das Spiel erschien zuerst bei dem Verlag Hexagames. 1984 war Abilene eines von vier Finalspielen der Deutschen Mannschaftsmeisterschaft im Brettspiel, 1985 wurde das Spiel auf die Auswahlliste des Jurypreises Spiel des Jahres aufgenommen.

## Thema und Ausstattung

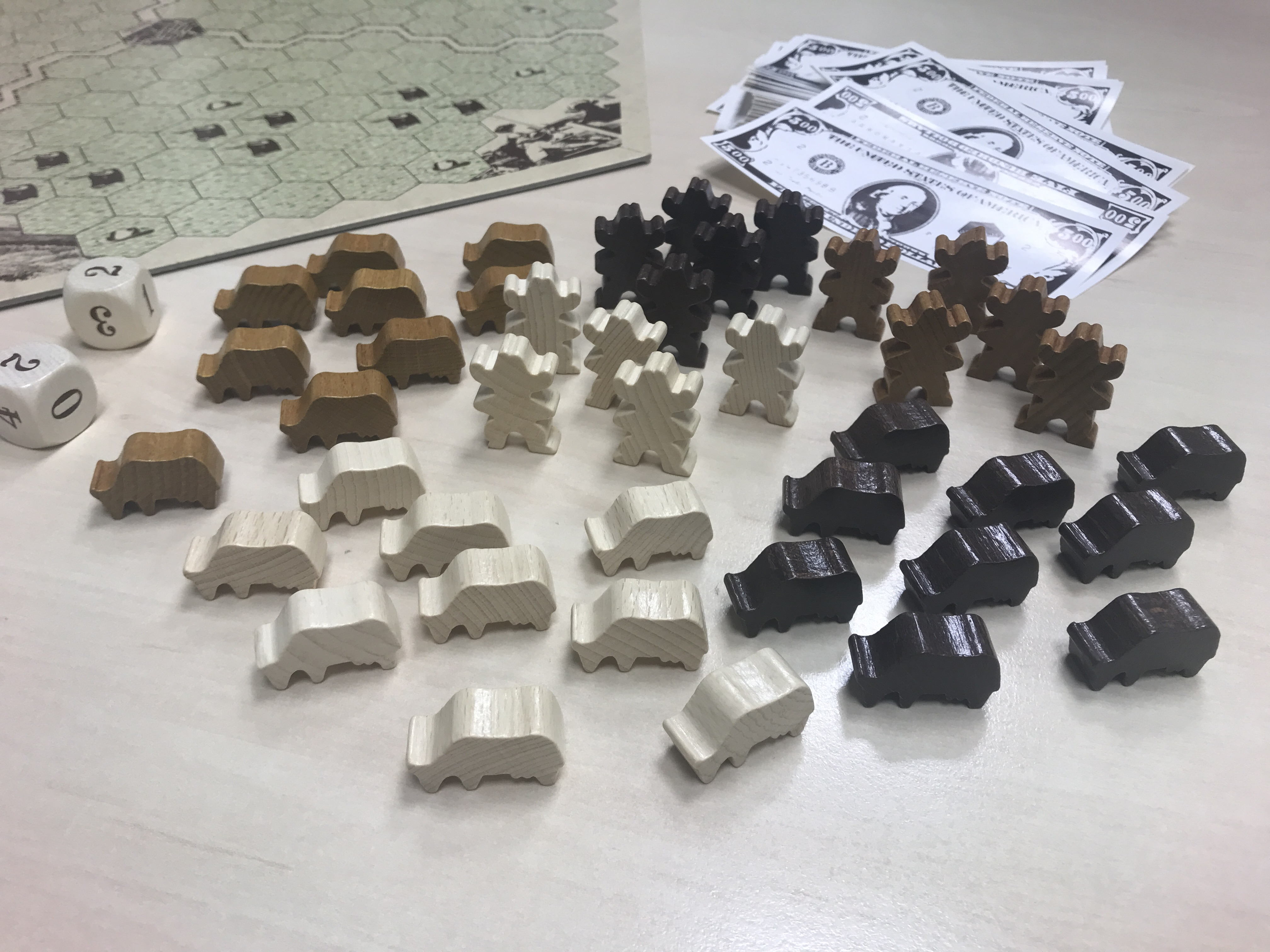
Spielmaterial des Brettspiels Abilene

Das Spiel ist als Cowboyspiel für drei Mitspieler konzipiert und entsprechend im „Wilden Westen“ um 1870 platziert. Zu dieser Zeit galt die texanische Stadt Abilene als Hauptumschlagplatz für die Herden der texanischen Rinderbarone, durch die die Hauptlinie der Texas and Pacific Railroad nach Chicago führte, das zu dieser Zeit die Stadt der großen Schlachthöfe war. Im Spiel übernimmt jeder Spieler die Rolle eines Ranchers, der mit Hilfe seiner Cowboys die eigenen Herden nach Abilene treibt und dabei auch Teile der Herden seiner Gegenspieler einzufangen und mitzunehmen versucht.
Das Spielmaterial besteht neben der Spieleanleitung aus einem sechseckigen Spielplan mit sechseckigen Feldern, die drei Ranchgebiete bilden und in deren Zentrum sich Abilene befindet, 15 Cowboys und 27 Rinderherden als Holzfiguren in drei Farben, zwei sechsseitige Zahlenwürfel und 100 Geldscheine à 500 US-Dollar.

## Spielweise

### Spielvorbereitung
Zu Beginn des Spiels wird das Spielbrett in der Tischmitte platziert. Die Spieler wählen jeweils eine Farbe und platzieren die Cowboys und Rinderherden auf den entsprechend gekennzeichneten Feldern jeweils eines Sektors des Spielplans; drei der Rinderherden sind jeweils mit einer Kerbe auf dem Bauch als erkrankte Herde gekennzeichnet und die Spieler dürfen frei wählen, wo sie diese platzieren. Zudem bekommen die Spieler jeweils 2000 US-Dollar als Startkapital.

### Spielgeschehen
Im Verlauf des Spiels versuchen die Spieler jeweils, ihre Herden über das eigene Weideland zur Stadt Abilene in der Spielplanmitte zu treiben. Sie können zudem Herden der Gegner einfangen und nach Abilene treiben, um sie dort gegen Geldscheine zu verkaufen. Beginnend mit einem Startspieler ziehen die Spieler nacheinander. Dabei stehen jedem Spieler in seinem Zug drei Bewegungspunkte zur Verfügung, die er auf eine, zwei oder drei Herden auf dem eigenen Weideland aufteilen kann. Er zieht die entsprechenden Herden und darf dabei nur eine Richtungsänderung der Herde durchführen. Danach würfelt er mit beiden Zahlenwürfeln und zieht zwei seiner Cowboys entsprechend einem der Würfel vorwärts. Sie müssen jeweils die volle Würfelzahl vorrücken und dürfen dabei jeweils nur einen Richtungswechsel machen, aber nicht die Richtung um 180° in die Gegenrichtung umkehren. Generell darf sich auf einem Feld jeweils nur eine Figur befinden, zum Schlagen gegnerischer Cowboys oder zum Einfangen fremder Rinderherden gibt es dazu jedoch Ausnahmen.
Zum Einfangen fremder Rinderherden dürfen die Cowboys auch die Felder ihrer Nachbarn betreten. Er zieht dafür bis auf das Feld einer fremden Rinderherde und stellt dann die neu eingefangene Rinderherde auf ein freies Startfeld seines Gebietes. Hat ein Cowboy eine fremde Herde gefangen, darf er sie auf eine Erkrankung überprüfen. Zieht ein Cowboy auf ein Feld mit einem gegnerischen Cowboy, kommt es zu einem Würfelduell, das der Spieler mit dem höheren Wurf gewinnt. Verliert ein Cowboy ein Duell auf dem Weideland eines Gegners, so wird er erschossen und vom Feld genommen; verliert er auf dem eigenen Weideland, flieht er zu einem der eigenen freien Startpunkte. Hat ein Spieler nur noch weniger als zwei Cowboys im Spiel, darf er Cowboys erneut ins Spiel holen und auf das freie Startfeld setzen; dabei darf er danach nicht mehr als zwei Cowboys haben und muss für jeden neu eingestellten Cowboy 2000 US-Dollar zahlen.
Wenn einem Spieler das Geld ausgeht, darf er bei der Bank oder auch bei einem anderen Spieler Geld leihen. Leiht er sich Geld von der Bank, muss er dieses am Ende des Spiels zusammen mit 500 US-Dollar pro 2000 geliehenen US-Dollar als Zinsen zurückzahlen; ein Spieler darf allerdings nie mehr als 10.000 US-Dollar von der Bank leihen. Leiht er sich Geld von einem anderen Mitspieler, können die Bedingungen ausgehandelt werden.

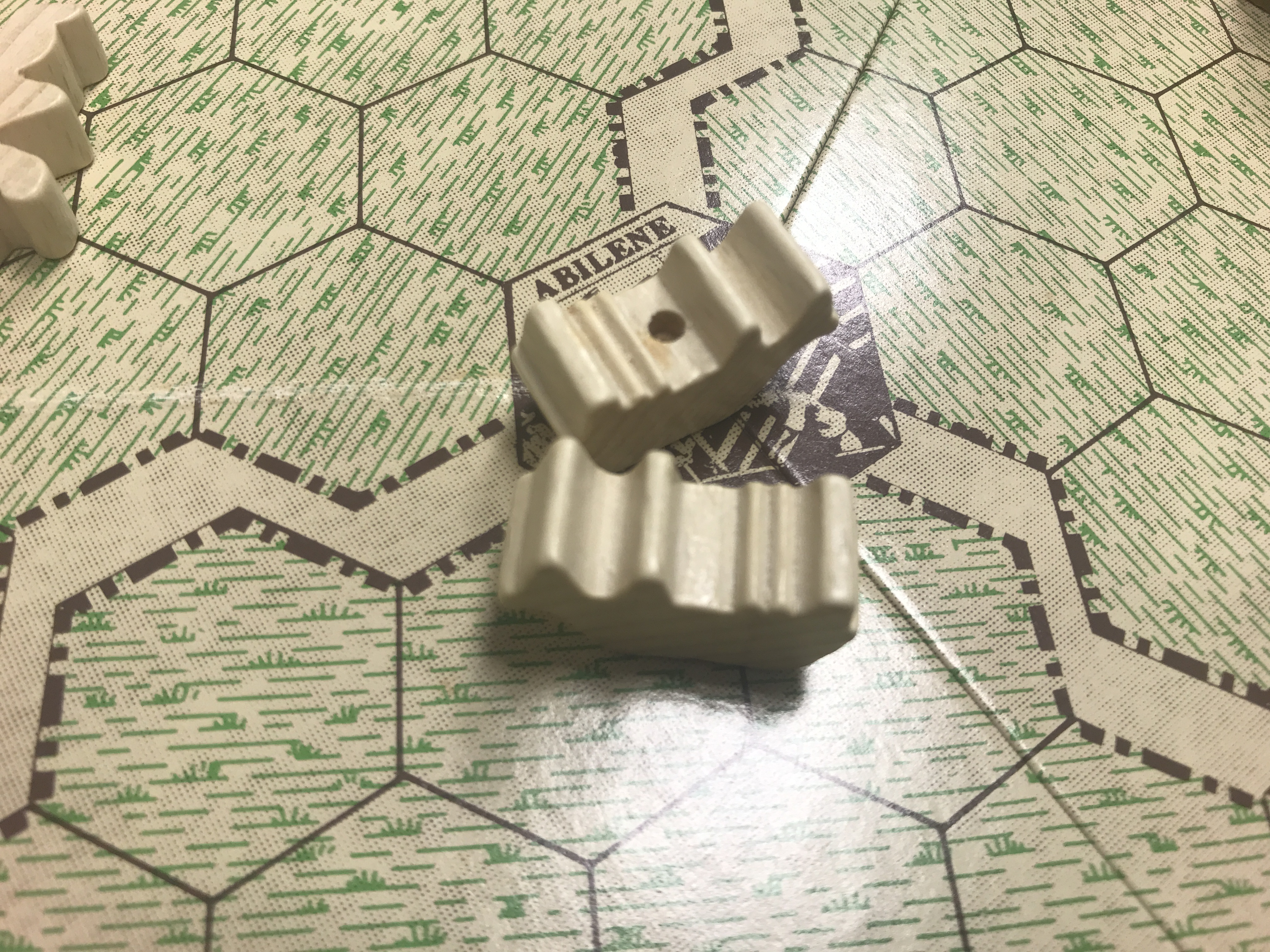
Kranke und gesunde Rinderherde

Das Zielfeld Abilene darf mit den Cowboys nicht betreten werden, er darf jedoch über Abilene hinwegziehen. Kommt eine Herde in Abilene an, wird sie von ihrem Besitzer generell als gesund deklariert und die anderen Spieler dürfen dies glauben oder anzweifeln. Danach wird die Figur umgedreht und der Gesundheitszustand kontrolliert. Der Verkäufer der Herde erhält für eine eigene Herde 1000 US$ aus der Bank, für eine eingefangene fremde 2000 US$. Danach bekommt er von jeden Spieler, der den Gesundheitszustand falsch eingeschätzt hat, 500 bzw. 1000 US$ und muss die gleichen Summen an die Mitspieler zahlen, die eine korrekte Einschätzung vorgenommen haben.

### Spielende und Wertung
Das Spiel endet, wenn die 21. Herde in Abilene eingetroffen ist und abgerechnet wurde. Der Spieler, der am Ende das meiste Geld hat, gewinnt das Spiel.

## Entwicklung und Rezeption
Das Spiel Abilene wurde von dem deutschen Spieleautor Roland Siegers unter dem Pseudonym „Roy Winner“  entwickelt und erschien 1983 bei dem Verlag Hexagames. 1993 wurde es zudem in einer neuen Auflage mit neuer Gestaltung von Schmidt Spiele aufgelegt.
1984 war Abilene eines von vier Finalspielen der Deutschen Mannschaftsmeisterschaft im Brettspiel, 1985 wurde das Spiel auf die Auswahlliste des Juryprieses Spiel des Jahres aufgenommen.

## Belege
1. 1 2 3 4 5 6 7 8  Spieleanleitung Abilene, Hexagames 1983
2. ↑  Versionen von Abilene in der Spieledatenbank BoardGameGeek (englisch); abgerufen am 4. Februar 2021.
3. ↑  Abilene auf der Website des Spiel des Jahres e.V.; abgerufen am 4. Februar 2021.